# Vittorio Zonca
Vittorio Zonca (Padova, 1568 – Padova, 15 novembre 1602) è stato un inventore italiano.

## Biografia
Conosciuto soprattutto per la pubblicazione di un libro di macchine meccaniche ed idrauliche, nel 1597 venne nominato architetto della città di Padova, carica onoraria che però non gli consentiva, a quanto pare, di esercitare la professione.
Nel 1607 uscì postumo a Padova il suo libro Novo teatro di machine et edificii per varie et sicure operationi, con le loro figure tagliate in rame e la dichiaratione et dimostratione di ciascuna. Opera necessaria ad architetti et a quelli che di tale studio si dilettano, di Vittorio Zonca architetto della magnifica comunità di Padova, a cui seguirono altre due riedizioni nel 1621 e nel 1656.

## Opere
- Novo teatro di machine et edificii, Padova, Pietro Bertelli, 1607.